# Ísis sem Véu

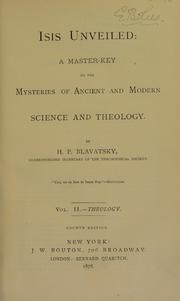

Isis Unveiled: A Master-Key to the Mysteries of Ancient and Modern Science and Theology (em português Ísis sem Véu: Uma Chave-Mestra para os Mistérios da Antiga e Moderna Ciência e Teologia) publicado em 1877, é um livro de filosofia esotérica e primeira grande obra de Helena Petrovna Blavatsky e um texto-chave em seu movimento teosófico.
O trabalho foi originalmente intitulado O Véu de Isis, um título que permanece no cabeçalho de cada página, mas teve que ser renomeado uma vez que Helena descobriu que este título já havia sido usado para um trabalho Rosa-cruz de W.W. Reade, em 1861. Ísis sem Véu é dividido em dois volumes. O volume I, A "Infalibilidade" da ciência moderna, discute Ciência Oculta, as forças ocultas e desconhecidas da natureza, explorando temas como forças, elementais, fenômenos psíquicos, e o homem interior e exterior. Volume II, Teologia, discute a semelhança da escritura cristã às religiões orientais, como o budismo, o hinduísmo, os Vedas, e o Zoroastrismo. Segue-se a noção renascentista de prisca theologia, em que todas essas religiões supostamente descendem de uma fonte comum; a antiga "Religião-Sabedoria". Helena escreve no prefácio que Ísis sem Véu é "um apelo para o reconhecimento da filosofia hermética, a antigamente universal Religião-Sabedoria, como a única chave possível para o absoluto na ciência e na teologia."
O trabalho é defendido por muitos estudiosos modernos, como Bruce F. Campbell e Nicholas Goodrick-Clarke como um marco na história do esoterismo ocidental. Ela reuniu uma série de temas centrais para a tradição da filosofia oculta—filosofia perene, um neoplatonismo emanacionista cosmológico, adeptos, cristianismo esotérico—e reinterpretou-los em relação com os desenvolvimentos correntes na ciência e novos conhecimentos sobre as religiões não-ocidentais. Ao fazê-lo, Ísis sem Véu refletiu muitas controvérsias contemporâneas, tais como as teorias de Darwin sobre a evolução e seu impacto sobre a religião, e envolvido em uma discussão que apelou para pessoas inteligentes interessadas em religião, mas alienadas de formas ocidentais convencionais. A combinação de Helena das percepções originais, apoiadas por fontes acadêmicas e científicas realizando uma grande demonstração de desafio à ciência materialista do ocultismo moderno. O trabalho também foi significativo como uma primeira declaração de idéias amplificadas nos escritos mais tarde Teosóficos, uma percepção comum sendo no entanto, que o trabalho oferece ensinamentos contraditórios em relação a trabalhos posteriores. Por exemplo, tem sido comumente percebido que não há nenhuma menção da reencarnação dentro de Ísis sem Véu e a obra ensina uma concepção tríplice do homem—corpo, alma e espírito—em linha com o pensamento neoplatônico e hermético. Isto é contrastado com as obras de Helena, nomeadamente A Doutrina Secreta (1888), em que não só é a reencarnação destaque, mas o homem é concebido como tendo uma constituição setenária, composta do corpo físico mais seis princípios.  Essa mudança de pensamento é marcada por ela e o movimento da Sociedade Teosófica oriente para a Índia. No entanto, no que diz respeito às contradições percebidas Helena afirmava que além de contradições decorrentes de erros não há "discrepância", mas apenas incompletude — portanto, equívocos decorrentes de ensinamentos posteriores, defendendo esta posição em mais de uma ocasião.
Detratores muitas vezes acusam o livro de um extenso plágio não atribuído, uma visão em primeira seriamente apresentada por William Emmette Coleman logo após a publicação. Com efeito, Ísis sem Véu faz uso de um grande número de fontes populares entre ocultistas da época. No entanto, ao invés de plágio, estudiosos argumentam que "era uma pessoa que tinha um conjunto original de ideias, mas que não tinham as habilidades literárias e conhecimentos de inglês suficientes para criar uma obra por conta própria. Baseando-se em fontes escritas e ajuda de amigos, ela formulou uma expressão única e poderosa de ideias ocultas".
Teosofistas modernos manter o livro como uma obra de revelação ditada a ela por mestres da teosofia, mas que cientistas e críticos e historiadores modernos consideram uma grande coleção de bobagens.